# Meshuggah
Meshuggah é uma banda sueca de metal extremo experimental que está em atividade desde 1987. A banda é conhecida pelo uso de passagens polimétricas, compassos complexos, andamentos atípicos, riffs angulares com sonoridade dissonante, ambientes em acordes dissonantes, vocais agressivos e mesmo falados. O Meshuggah ganhou uma maior notoriedade desde o final da década de 2000 por ser uma das bandas mais precursoras e influentes para a emergente cena djent.

## História

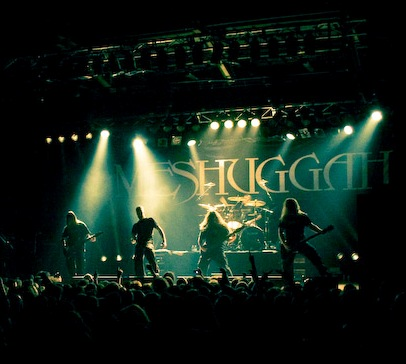
O Meshuggah em performance na Austrália em 2008.

O Meshuggah foi formado em Uma, na Suécia, em 1987. Em 1989 foi lançado o EP Meshuggah, também conhecido como Psykisk Testblind (traduzido fracamente como teste de imagem psicológico, talvez uma referência ao método psicológico Rorschach). Este EP mostra uma influência muito forte de thrash metal e de death metal, principalmente de bandas como Dismember e Dark Angel.
Nos álbuns Contradictions Collapse (1991) e Destroy Erase Improve (1995) tem início as experimentações com elementos de progressive metal e de jazz fusion.
Nos álbuns Chaosphere (1998) e Nothing (2002) a banda se fixa na roupagem experimental, misturando elementos de death metal, jazz fusion e progressive metal. Desde o lançamento do álbum Nothing, a banda mudou das guitarras de 7 cordas para as guitarras de 8 cordas, afinadas abaixo da afinação padrão. A banda tocou na edição de 2002 do Ozzfest por indicação de Jack Osbourne, filho de Ozzy Osbourne, que é fã da banda. A música Soul Burn do álbum Destroy Erase Improve é posta a tocar em um dos episódios da série The Osbournes.
Em 2003 o vocalista Jens Kidman fez uma participação especial na música The Dream Is Over do álbum XIII, da banda Mushroomhead.
No álbum Catch Thirtythree, lançado em 2005, o baterista Tomas Haake utiliza uma bateria programada chamada Drumkit From Hell, que é um catálogo de baterias pré-gravadas feitas pela Toontrack com as baterias de Morgan Ågren e do próprio Tomas Haake. Haake diz que com isso as batidas se tornam um reforço a mais para a criatividade da banda. Os demais membros da banda disseram que essa ferramenta foi utilizada devido ao pouco tempo dado pela gravadora para produção desse álbum. Catch Thirtythree colocou a banda pela primeira vez nas paradas da Billboard 200, aparecendo na posição 170.
O álbum obZen (2008) retoma a extrema agressividade da banda, sem eliminar a sofisticação técnica e a experimentação pela qual a banda é reconhecida. A banda continuou escalando posições, dessa vez colocando obZen na posição 59 da Billboard 200.
Em 2012 o baterista do Dream Theater, Mike Portnoy, disse ser um enorme fã da banda, e durante a gravação de seus álbuns diz sempre escutá-la para inspirar-se.
O primeiro show do Meshuggah no Brasil ocorreu no dia 16 de novembro de 2013. O show de abertura contou com a abertura do Third Ear.

## Reconhecimento musical

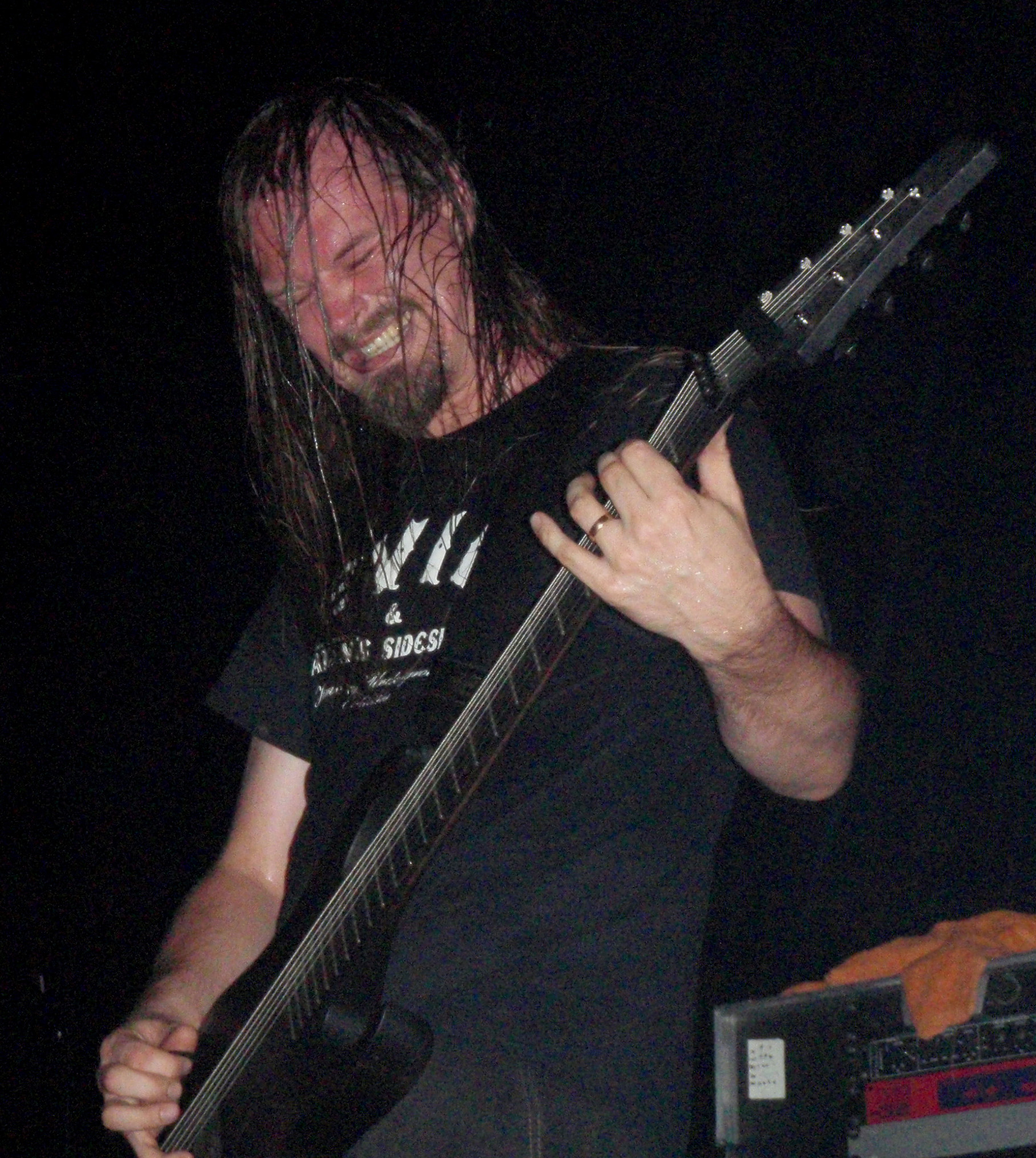
O guitarrista Fredrik Thordendal em performance em Praga, República Tcheca, em 2008.

O Meshuggah começou a entrar no mainstream com o lançamento dos seus primeiros álbuns, com a sua fusão de thrash metal, death metal e metal progressivo, e ainda com elementos de jazz fusion, o que em pouco tempo fez o Meshuggah conhecido com o seu estilo musical complexo, inovador, ousado, com estruturas polimétricas e polirrítmicas, o que a tornou bastante reconhecida na música heavy metal experimental e progressiva. Nos últimos anos, principalmente após a metade da década de 2000, a banda começou a ganhar grande atenção e respeito no emergente estilo e movimento djent, nos quais o Meshuggah é uma das bandas precursoras, senão a maior de todas elas, ainda senão a que de fato definiu o djent. A banda ainda foi rotulada como uma das 10 bandas mais importantes do heavy metal pela revista Rolling Stone e a mais importante banda no metal pela Alternative Press.

## Membros

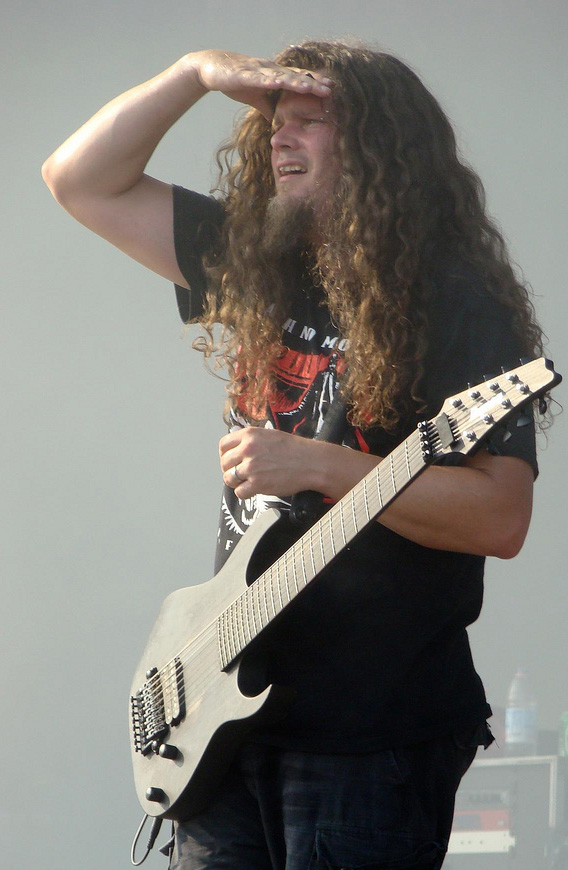
O guitarrista Mårten Hagström com sua guitarra de oito cordas em Bologna, Itália, em 2008.

### Membros atuais
- Jens Kidman – Vocal (1987 – Atualmente), Guitarra Rítmica (1987 – 1992, 2005), Baixo (2005)
- Fredrik Thordendal – Guitarra Solo, Sintetizador, Vocal de Apoio (1987 – Atualmente)
- Mårten Hagström – Guitarra Rítmica, Vocal de Apoio (1994 – Atualmente)
- Tomas Haake – Bateria, Vocal Falado (1989 – Atualmente)
- Dick Lövgren – Baixo (2001 – Atualmente)

### Ex-membros
- Gustaf Hielm – Baixo (1995 – 2001, Ao Vivo/Sessão 1995 – 1998)
- Peter Nordin – Baixo, Vocal de Apoio (1987 – 1995)
- Niklas Lundgren – bateria (1987 – 1989)

## Discografia
| - Contradictions Collapse (1991) - Destroy Erase Improve (1995) - Chaosphere (1998) - Nothing (2002) - Catch Thirtythree (2005) - obZen (2008) - Koloss (2012) - The Violent Sleep of Reason (2016) - Immutable (2022) - Alive (2010) - The Ophidian Trek (2014) | - Meshuggah (1989) - None (1994) - Selfcaged (1995) - The True Human Design (1997) - I (2004) - Pitch Black (2013) - Bleed (2008) - Contradictions Collapse & None (1999) - Rare Trax (2001) |

## Bandas similares
- Sikth
- Xerath
- Vildhjarta
- Born of Osiris
- After the Burial
- The Acacia Strain